# 劇団それいけ!川末
劇団川末（げきだんかわすえ）は、大阪の劇団。座長は川末敦。テアトルアカデミーと類プロダクションに所属する役者による劇団。以前は東京にて「劇団川末」として活動をしていたが、現在は関西のみで活動をしており、毎年1本の公演を行っていたが休止中である。

## 概要
座長の川末は、関西のコメディー劇団「スクエア」所属。テアトルアカデミー大阪勤務勤務。本劇団で行われる公演の脚本演出を担当

## 主な座員
- 川末敦

## 主な作品
- なんかもぉ、めっちゃブルースカイやわ。
- 夜、集まる。
- 英雄に、あこがれる
- ただいま。